# Проследи даље
Проследи даље је амерички романтични драмски филм из 2000. године у режији Мими Ледер. Филм је базиран на истоименом роману Кетрин Рајан Хајд. Радња се одвија у Лас Вегасу и бележи покретање покрета добре воље 11- до 12-годишњег Тревора Мекинија, познатог као „проследи даље“. У њему глуме Хејли Џоел Осмент као Тревор, Хелен Хант као његова самохрана мајка алкохоличарка Арлин Мекини и Кевин Спејси као његов физички и емоционално оштећен наставник друштвених наука Јуџин Симонет. Филм је објављен 20. октобра 2000. године са мешовитим критикама и зарадио је 55 милиона долара широм света.

## Радња
Тревор Мекини почиње 7. разред у Лас Вегасу . Његов наставник друштвених наука Јуџин Симонет задаје разреду да спроведе у дело план који ће променити свет на боље. Тревор свој план назива „проследи даље“, што значи да прималац услуге учини услугу за још тројицу уместо да је врати. Међутим, то треба да буде услуга коју прималац не може сам да доврши. Тревор сам спроводи план, формирајући грану добрих дела. Његово прво дело је да пусти бескућника по имену Џери да живи у својој гаражи, а Џери плаћа услугу тако што поправља аутомобил за Треворову мајку Арлин, иако је Џери касније разочарао Тревора тако што се иселио и поново почео да користи дрогу.
У међувремену, Арлин се суочава са Јуџином око Треворовог пројекта након што је открила Џерија у њиховој кући. Тревор тада бира Јуџина као своју следећу мету „проследи даље“ и вара Јуџина и Арлин на романтичну вечеру. Чини се да и ово не успева, а Тревор и Арлин се свађају око њене љубави према Рикију, њеном бившем мужу алкохоличару, а Арлин у налету беса ошамари Тревора. Јуџин и Арлин се поново зближавају када Тревор бежи од куће, а Арлин тражи од Јуџина да јој помогне да га пронађе. Након што је пронашла Тревора, Арлин почиње сексуално да гања Јуџина. Јуџин има дубоке трагове опекотина видљиве на његовом врату и лицу, и он се у почетку опире Арлениним увертирама из несигурности. Када коначно спавају заједно, види се да има велике ожиљке по целом торзу. Арлин то прихвата и ствара емоционалну везу са њим, али напушта њихову везу када се Рики врати, тврдећи да је престао да пије. Њено прихватање љути Јуџина, чија је мајка имала навику да врати његовог насилног оца алкохоличара. Јуџин објашњава да су његови ожиљци резултат тога што га је отац запалио у пијаном бесу. Он грди Арлин што је попут његове мајке и упозорава је на Рикијев потенцијал да злоставља Тревора. Када Рики поново почне да пије и настави са својим увредљивим понашањем, Арлин схвата своју грешку и приморава Рикија да оде.
Треворов школски задатак означава почетак хронологије приче, али почетна сцена у филму показује једну од каснијих услуга у стаблу „проследи даље“, у којем мушкарац даје аутомобил новинару из Лос Анђелеса Крису Чендлеру. Како се филм наставља, Крис прати ланац услуга до његовог порекла као Треворовог школског пројекта. Након састанка са Јуџином, Арлин је платила Џеријеву услугу тако што је опростила сопственој мајци Грејс за њене грешке у подизању Арлин, а Грејс, која је бескућница, помаже члану банде да побегне од полиције. Члан банде тада спашава живот астматичарке у болници, а њен отац даје Крису свој нови ауто.
Крис коначно идентификује Тревора као зачетника  „проследи даље“ и води снимљени интервју у којем Тревор описује своје наде и бриге за пројекат. Јуџин, чувши Тревора, схвата да он и Арлин треба да буду заједно. Док се Јуџин и Арлин мире у загрљају, Тревор примећује да је његов пријатељ Адам малтретиран. Он плаћа Адаму тако што јури на сцену и бори се са насилницима, док Јуџин и Арлин журе да га зауставе. Један од насилника вади сечиво док други гура Тревора против њега, ненамерно смртоносно убојући Тревора у стомак. Тревор касније умире у болници у 19:35. О томе, као ио ширењу покрета широм земље, извештавају вести; Арлин и Јуџина ускоро посећују хиљаде људи, укључујући ученике Треворове школе, који су учествовали или чули за покрет „проследи даље“ окупљајући се на бдењу у част њему. У последњој сцени, Џери говори о скакачу самоубици са моста.
- Кевин Спејси као Јуџин Симонет, Треворов наставник друштвених наука и човек са емоционалним и физичким ожиљцима. Као тинејџер, претрпео је злостављање од оца (укључујући паљење ватре) и још увек има видљиве опекотине на лицу и торзу. Почиње филм као стидљиви самотњак, самосвестан својих деформитета, али на крају улази у везу са Треворовом мајком Арлин и превазилази своје страхове. Он поставља задатак Треворовом разреду, тражећи од њих да промене свет на боље. Он је значајно промењен у односу на роман, где је постојао Афроамериканац по имену Рубен Сент Клер који је био повређен у Вијетнамском рату.
- Хелен Хант као Арлин Мекини, Треворова алкохоличарка, самохрана мајка која ради и у казину и у стриптиз клубу. Има историју насилних односа, посебно са својим углавном одсутним мужем Рикијем. Она на крају улази у везу са Јуџином и уз његову и Треворову помоћ успева да превазиђе свој алкохолизам и злостављање.
- Хејли Џоел Осмент као Тревор Мекини, дечак од 11 до 12 година кога мучи алкохолизам своје мајке и очево злостављање и одсуство. Покреће покрет  „проследи даље“. Он у почетку верује да покрет није успео, и не осећа много поноса према њему, наводећи да је деловао да би унапредио свет, а не да би добио признање. Он бива избоден и убијен док је покушавао да га проследи свом малтретираном пријатељу Адаму.
- Џеј Мор као Крис Чендлер, репортер који прати кретање „проследи даље“ од Лос Анђелеса до Тревора. Он интервјуише Тревора и пише колумну у часопису о покрету након Треворове смрти.
- Џејмс Кејвизел као Џери, бескућник наркоман коме Тревор покушава да помогне као део покрета „проследи даље“. Иако Тревор верује да су његови покушаји пропали када Џери поново почне да користи дрогу, Џери је на крају исплатио то тако што је спасао жену која је спремала да се убије скочивши са моста.
- Енџи Дикинсон као Грејс, Арлинина мајка и Треворова бака по мајци. Иако је била немаран родитељ за Арлене, скоро их присиљавајући да живе на улици, Арлене јој на крају опрашта као део покрета „проследи даље“.
- Џон Бон Џови као Рики Мекини, Треворов насилни и алкохоличар отац који је напустио породицу. Арлин му често дозвољава да се врати породици упркос злостављању; међутим, она током филма учи да га одбије и заштити Тревора и себе од насиља.

## Продукција
Лесли Диксон је адаптирала сценарио из истоимене књиге Кетрин Рајан Хајд, која је била доступна као отворени писмени задатак.  Диксон се борила са адаптацијом књиге делимично због вишеструких наративних гласова у њој. Конкретно, репортер, централни лик у филму, појављује се тек на половини романа. Заглављена, Диксон је размишљала да врати новац који јој је плаћен за задатак.  На крају је дошла на идеју да почне са репортером и прати догађаје уназад.  Диксон је изнела идеју Хајду, којој се заузврат толико допала да је одлучила да промени структуру радње тада необјављеног романа тако да одражава структуру филма.  У роману, лик Јуџина Симонета је првобитно био Афроамериканац по имену Рубен Сент Клер.  Улога је понуђена Дензелу Вашингтону, али је он одбио улогу да би уместо тога урадио Сећање на Титане. Следећи је контактиран Кевин Спејси који је прихватио улогу Јуџина Симонета.
У новембру 1999. објављено је да је Осмент добио улогу Тревора Мекинија. 
Иако је радња смештена у Тусон, филмска продукција је променила поставку у Лас Вегасу, како би „показала живот Лас Вегаса ван Стрипа“.  Снимање је одржано између фебруара   и априла 2000  у Лас Вегасу и у студију у Лос Анђелесу, Калифорнија,  са додатним снимањем (за сцену на мосту) у Портланду. 

## Пријем
Филм је почео на 4. месту у северноамеричким благајнама са зарадом од 9.631.359 долара током првог викенда, иза филмова Сећање на Титане, Зачаран и Њени родитељи, који је био треће недеље приказивања на првом месту. 

### Критички одговор
На Rotten Tomatoes-у, филм има оцену одобравања од 39% на основу 130 рецензија, са просечном оценом 5,10/10. Консензус гласи: „ Проследи даље има снажне перформансе Спејсија, Хант и Осмента, али сам филм је превише емоционално манипулативан и крај је лош.“  На Метакритик-у, филм има оцену 40 од 100 на основу критика 34 критичара, што указује на „мешовите или просечне критике“.  Публика је дала филму просечну оцену „А“ на скали од А+ до Ф. 
Роџер Иберт дао је филму две и по од четири звездице, рекавши: „Са чистијом причом, основна идеја је могла бити бесплатна. Како јесте, добијамо бољи филм него што бисмо могли имати, јер су представе тако добре: Спејси као рањиви и рањени мушкарац, Хант као жена, ништа мање рањена на свој начин, и Осмент, који се још једном доказује као раван одраслих глумаца у сложености и дубини његовог извођења. Веровао сам у њих и бринуо о њима. Волео бих да им је филм могао макнути с пута.“ 
Лиза Шварцбаум дала му је оцену „Д“, назвавши га „замерљивим“ за коришћење „бесрамних клишеа емоционалне и физичке штете“, а затим „уцењивала публику да се придружи „покрету будимо лепи“ како би буди транспарентан мамац за Оскара. 